# Marinel Burduja
Marinel Burduja (n. 1953, Piatra Neamț, județul Neamț) este un economist, bancher și antreprenor român, CEO al Băncii Române de Credite și Investiții (BRCI). A fost deputat în Parlamentul României în legislatura 1990-1992 pe listele FSN. Marinel Burduja a demisionat din Parlament pe data de 10 octombrie 1991. În cadrul activității sale ca deputat a fost membru în grupurile de prietenie cu Statul Israel, Portugalia, Australia, Coreea, Canada și Grecia.

## Biografie
Marinel Burduja a absolvit Academia de Studii Economice, Bucuresti - Facultatea de Relatii Economice Internationale în 1976. În 1983, a absolvit Facultatea de Drept la Universitatea București, cu specializarea Drept Internațional. În perioada 1976-1979, a lucrat ca economist în cadrul CONFEX și apoi, până în 1985, în cadrul Institutului Național de Aeronautică. Și-a început cariera bancară în 1986, ca Inspector al Băncii de Investiții.
A devenit în 1990 primar al municipiului Piatra Neamț  și primul Președinte al Federației Municipiilor din România. În vara anului 1990, candidează și este ales în Parlamentul României pe listele FSN. Este Vicepreședinte al Comisiei pentru Politică Externă. La data de 10 octombrie 1991 demisionează din Parlamentul României. Fondează Banca Română de Comerț Exterior (BRCE) - sucursala Piatra Neamț, pe care o conduce până în 1993. Revine la București ca Director General al Christian Dior România și apoi, în perioada 1994-1996, este Vicepreședinte al controversatei Bănci Române de Comerț Exterior (BANCOREX). A infirmat în vara lui 2018 orice asociere cu Securitatea, cu SRI sau cu SIE și a declarat că a respectat întotdeauna legea în timpul funcției îndeplinite în cadrul BANCOREX.
Își continuă o lungă carieră în sectorul financiar-bancar. În 1996, este numit Vicepreședinte Senior al băncii austriece Credit Anstalt AM România. Din 1998 până în 2001, este Vicepreședinte al băncii olandeze ABN AMRO România. În 2001 devine Vicepreședinte și apoi Prim-Vicepreședinte al Raiffeisen Bank România, CEO al Diviziei Corporate, poziție în care activează până în 2012. În aprilie 2013 este numit în Consiliul de Administrație al Leumi Bank România.
În octombrie 2013, este anunțat la conducerea Băncii Române de Credite și Investiții (BRCI) ca Președinte Executiv. BRCI s-a lansat la finalul anului 2013 ca o nouă instituție de credit pe piața locală, cu capital privat românesc. Anterior lansării BRCI, Burduja declara: „O astfel de bancă ar cunoaște mai bine specificul economiei românești pentru că ar fi în stare să pună în piață produse la prețuri competitive. De asemenea, ar fi un foarte bun model de moralitate și de responsabilitate pentru toți cetățenii acestei țări”.
Marinel Burduja este căsătorit și are doi copii.

### Afilieri profesionale
Marinel Burduja este profesor colaborator al Institutului Bancar din Romania (IBR), membru al Institute of International Finance (IIF) și membru al Asociației Oamenilor de Afaceri din România (AOAR). Este Președinte al Forumului de Prietenie Lauder-Reut în România.